# ملوك فنلندا القدماء

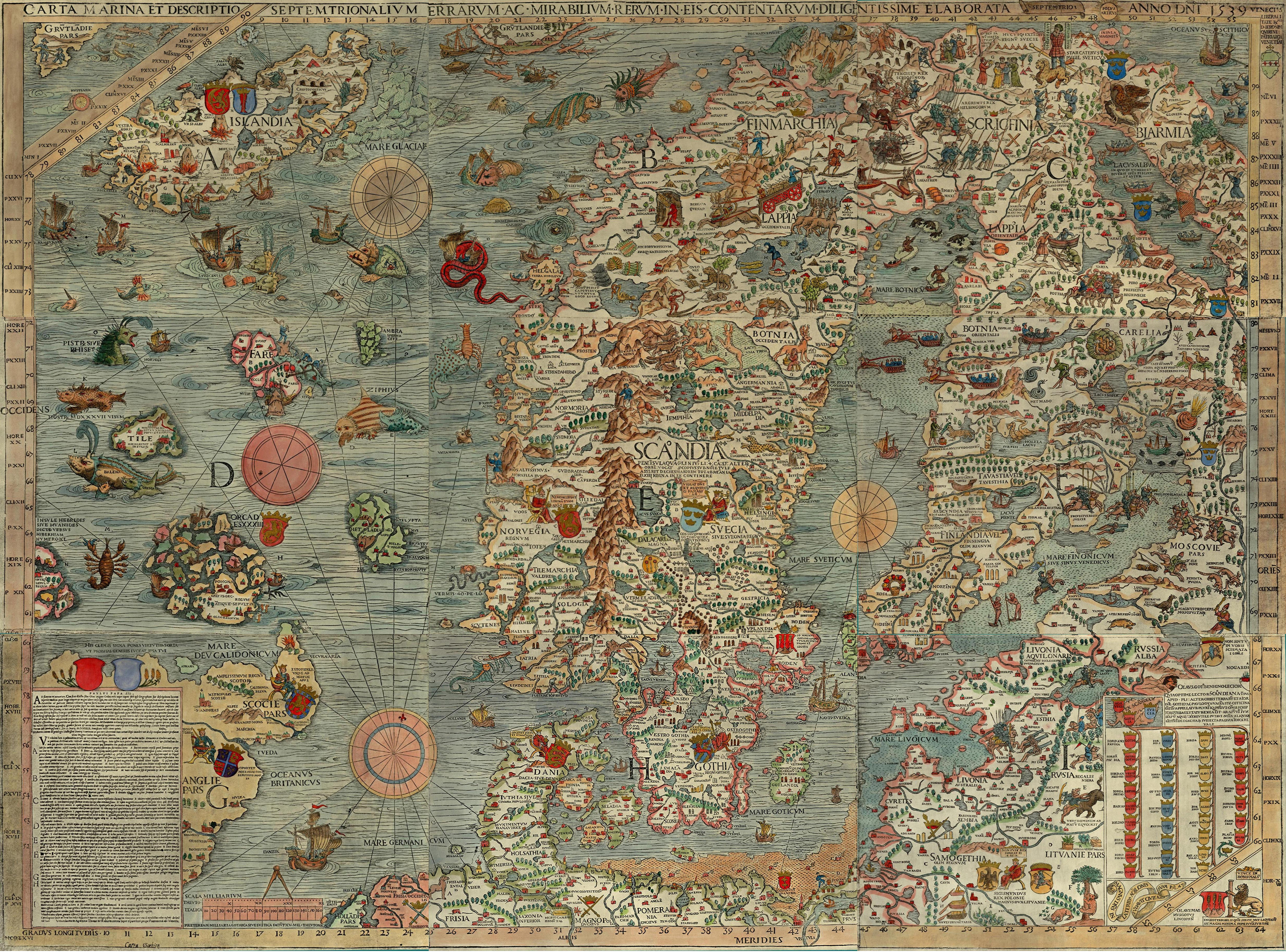
خريطه مارياني تصف منطقة شمال أوروبا

ملوك فنلندا القدماء هم ملوك فنلندا الذين ورد ذكرهم في المصادر التاريخية القديمة. إن كلمة كونينغاس (تعني بالفنلندية «ملك») هي كلمة فينية بلطيقية قديمة مشتقة من الكلمة الجرمانية القديمة كونينغاز. وفي الوقت الذي كُتبت فيه المصادر، أشارت كلمة «فنلندا» أساسًا إلى المنطقة الجنوب غربية في فنلندا، واعتمادًا على المصدر، يمكن أن تشير «ملوك فنلندا» أيضًا إلى ملوك قومية سامي.